# Observatoire national de la biodiversité
Pour les articles homonymes, voir ONB.
 (décembre 2022).
L’Observatoire national de la biodiversité (ONB) est un dispositif partenarial piloté et animé par l'Office français de la biodiversité. Il est l'un des services composant le système d'information sur la biodiversité.
L'ONB vise à rendre compte, à l'échelle de la France entière (métropole et outre-mer) : 
- de l’état et de l’évolution de la biodiversité,
- des pressions qui l’affectent
- et des réponses mises en place par la société

A cette fin, l'ONB met à disposition de tous des informations précises et documentées, essentiellement sous la forme d'indicateurs de biodiversité à l'échelle nationale. L'ONB produit également des cartes et publications thématiques. Ses travaux font l'objet d'une évaluation scientifique indépendante, et sont publiés sur le portail naturefrance.fr.

## Historique
L’ONB est issu d'un engagement du Grenelle de l’environnement, concrétisé par la loi « Grenelle 1 » du 3 août 2009 : "L’Etat se fixe comme objectif la mise en place d’un observatoire national de la biodiversité mettant à la disposition du public une information actualisée" (art 25). Cet objectif a été repris dans la stratégie nationale de la biodiversité (SNB) 2010 – 2020, avec pour mission de suivre l’effet de la SNB sur la biodiversité d’une part et sur les interactions entre la société et la biodiversité d’autre part, à travers des jeux d’indicateurs. Les premiers indicateurs de l’ONB ont été publiés en 2012. 
Après une première phase sous la responsabilité de la Direction de l'Eau et de la Biodiversité, le pilotage de l’ONB a été confié en 2017 à l’Agence française pour la biodiversité (AFB) devenue en 2020 l'Office français de la biodiversité (OFB). 
En juillet 2018, le « plan biodiversité » du gouvernement a spécifié le rôle de l’ONB : "Nous publierons annuellement des indicateurs intégrateurs, chiffrés et cartographiques de l'état de la biodiversité et des pressions qui pèsent sur elle dans le cadre de l’Observatoire national de la biodiversité afin que chacun puisse disposer d’informations fiables et actualisées pour suivre les résultats de nos efforts." (action 70).
Le rôle de l'Observatoire national de la biodiversité a depuis été précisé par le Schéma national des données sur la biodiversité (SNDB), publié le 23 janvier 2021 (cf Missions).  
Le SNDB fait de l'Observatoire national de la biodiversité un des services du Système d'information sur la biodiversité (SIB). Depuis 2021, les travaux de l'ONB sont publiés sur le portail naturefrance.
L'Office français de la biodiversité est devenue une bête noire de certains agriculteurs, qui lui reprochent ses contrôles incessants. En représailles, plusieurs bureaux de l'OFB ont été vandalisés à travers la France depuis les grandes manifestations agricoles de 2024. Dans ce contexte de tension entre les syndicats agricoles et l'Office français de la biodiversité, le 21 mars 2025, le syndicat Jeunes Agriculteurs met en ligne une vidéo humoristique mettant en scène le meurtre d’un agent de la police de l’environnement. La justice a été saisie.

## Productions de l'ONB
- Cet observatoire produit :
  - des indicateurs - l'ONB peut également être amené à reprendre des indicateurs existants et à les retravailler si besoin
  - des cartes ;
  - des bilans nationaux, actualisés, à destination des professionnels de la biodiversité, des décideurs à toute échelle et du grand public<ref> « à la disposition du public » précise l'article 25 de la loi  Grenelle 1

## Autres
L'ONB est membre du réseau national des observatoires de la biodiversité.

#### Observatoires des sites et sols pollués
- BASIAS et BASOL (en France)